# Campeonato Tocantinense de Futebol de 2018 - Segunda Divisão
O Campeonato Tocantinense de Futebol - Segunda Divisão de 2018 foi a 10ª edição da segunda divisão da competição de futebol do estado de Tocantins. O campeonato teve início no dia 06 de outubro de 2018 e terminou no dia 23 de dezembro.

## Regulamento
O Campeonato Tocantinense de Futebol de 2018 - Segunda Divisão será disputado em duas fases:
- a) 1ª Fase – Classificatória
- b) 2ª Fase – Fase Final

Na primeira fase, Classificatória, as dez equipes serão divididas em dois grupos e jogarão entre si em turno e returno dentro deles. Os dois primeiros de cada grupo avançam às semifinais. 
Na semifinal e final, disputadas em duelos de ida e volta, havendo empate em pontos e saldo de gols, a decisão irá para os pênaltis, o campeão disputará a Primeira Divisão de 2019 junto com o outro finalista e os dois semifinalistas.

### Critério de desempate
Os critério de desempate foram aplicados na seguinte ordem:
1. Maior número de vitórias
2. Maior saldo de gols
3. Maior número de gols pró (marcados)
4. Confronto direto (somente entre dois clubes)
5. Menor número de gols sofridos
6. Sorteio

## Primeira Fase

### Grupo A

#### Classificação
| Pos | Times           | Pts | J | V | E | D | GP | GC | SG  |
| --- | --------------- | --- | - | - | - | - | -- | -- | --- |
| 1   | Força Jovem     | 19  | 8 | 6 | 1 | 1 | 15 | 2  | +13 |
| 2   | Alvorada        | 17  | 8 | 5 | 2 | 1 | 17 | 5  | +8  |
| 3   | Capital-TO      | 16  | 8 | 5 | 1 | 2 | 16 | 5  | +11 |
| 4   | União de Palmas | 0   | 6 | 0 | 0 | 6 | 0  | 18 | -18 |
| 4   | Taquarussú      | 0   | 6 | 0 | 0 | 6 | 0  | 18 | -18 |

| Pos | 1ª  | 2ª  | 3ª  | 4ª  | 5ª  | 6ª  | 7ª  | 8ª  | 9ª  | 10ª |
| --- | --- | --- | --- | --- | --- | --- | --- | --- | --- | --- |
| 1   | FJV | CAP | CAP | FJV | CAP | CAP | FJV | FJV | FJV | FJV |
| 2   | CAP | FJV | FJV | CAP | FJV | FJV | CAP | CAP | CAP | ALV |
| 3   | ALV | ALV | ALV | ALV | ALV | ALV | ALV | ALV | ALV | CAP |
| 4   | UNI | UNI | UNI | UNI | UNI | UNI | UNI | UNI | UNI | UNI |
| 5   | TAQ | TAQ | TAQ | TAQ | TAQ | TAQ | TAQ | TAQ | TAQ | TAQ |

|  |                                          |
|  | Zona de classificação para as semifinais |

### Grupo B

#### Classificação
| Pos | Times            | Pts | J | V | E | D | GP | GC | SG  |
| --- | ---------------- | --- | - | - | - | - | -- | -- | --- |
| 1   | Atlético Cerrado | 15  | 8 | 4 | 3 | 1 | 13 | 5  | +8  |
| 2   | Arsenal*         | 14  | 8 | 6 | 2 | 0 | 13 | 3  | +10 |
| 3   | Guaraí           | 14  | 8 | 4 | 2 | 2 | 16 | 3  | +13 |
| 4   | Nova Conquista   | 7   | 8 | 2 | 1 | 5 | 10 | 17 | -7  |
| 5   | Kaburé           | 0   | 8 | 0 | 0 | 8 | 0  | 24 | -24 |

| Pos | 1ª  | 2ª  | 3ª  | 4ª  | 5ª  | 6ª  | 7ª  | 8ª  | 9ª  | 10ª |
| --- | --- | --- | --- | --- | --- | --- | --- | --- | --- | --- |
| 1   | KAB | KAB | GUA | ARS | CAC | GUA | CAC | GUA | CAC | CAC |
| 2   | GUA | GUA | ARS | CAC | GUA | CAC | GUA | CAC | GUA | ARS |
| 3   | CAC | CAC | KAB | GUA | KAB | KAB | KAB | ARS | ARS | GUA |
| 4   | NCO | ARS | CAC | KAB | ARS | ARS | ARS | KAB | KAB | NCO |
| 5   | ARS | NCO | NCO | NCO | NCO | NCO | NCO | NCO | NCO | KAB |

|  |                                          |
|  | Zona de classificação para as semifinais |

- Arsenal perdeu 6 pontos por escalação irregular de atletas.

## Fase final
|  | Semifinais        | Semifinais       | Semifinais | Semifinais |   |             | Final | Final | Final | Final |
|  |                   |                  |            |            |   |             |       |       |       |       |
|  | Força Jovem (pen) | 2                | 2          | 4 (6)      |   |             |       |       |       |       |
|  | Arsenal           | 2                | 2          | 4 (5)      |   |             |       |       |       |       |
|  | Arsenal           | 2                | 2          | 4 (5)      |   | Força Jovem | 0     | 1     | 1     |       |
|  |                   |                  |            |            |   | Força Jovem | 0     | 1     | 1     |       |
|  |                   | Atlético Cerrado | 0          | 2          | 2 |             |       |       |       |       |
|  | Atlético Cerrado  | Atlético Cerrado | 0          | 2          | 2 | 4           | 2     | 6     |       |       |
|  | Atlético Cerrado  |                  |            |            |   | 4           | 2     | 6     |       |       |
|  | Alvorada          | 1                | 1          | 2          |   |             |       |       |       |       |

## Premiação
| Campeonato Tocantinense de 2018 Segunda Divisão |
| ----------------------------------------------- |
| Paraíso do Tocantins                            |
| Atlético Cerrado (1º título)                    |

## Classificação Final
| \| Classificação \| Classificação \| Classificação \| Classificação \| Classificação \| Classificação \| Classificação \| Classificação \| Classificação \| Classificação \| Classificação \| Classificação \| \| Pos \| Times \| Pts \| J \| V \| E \| D \| GP \| GC \| SG \| Classificação ou Rebaixamento \| \| \| ------------- \| ---------------- \| ------------- \| ------------- \| ------------- \| ------------- \| ------------- \| ------------- \| ------------- \| ------------- \| ----------------------------------------------------------- \| ------------- \| \| 1 \| Atlético Cerrado \| 25 \| 12 \| 7 \| 4 \| 1 \| 21 \| 8 \| +13 \| Classificados ao Campeonato Tocantinense de Futebol de 2019 \| \| \| 2 \| Força Jovem \| 22 \| 12 \| 6 \| 4 \| 2 \| 18 \| 6 \| +12 \| Classificados ao Campeonato Tocantinense de Futebol de 2019 \| \| \| 3 \| Alvorada \| 17 \| 10 \| 5 \| 2 \| 3 \| 19 \| 11 \| +8 \| Classificados ao Campeonato Tocantinense de Futebol de 2019 \| \| \| 4 \| Arsenal* \| 16 \| 10 \| 6 \| 4 \| 0 \| 17 \| 7 \| +10 \| Classificados ao Campeonato Tocantinense de Futebol de 2019 \| \| \| 5 \| Capital-TO \| 16 \| 8 \| 5 \| 1 \| 2 \| 16 \| 5 \| +11 \| Eliminados na Primeira Fase \| \| \| 6 \| Guaraí \| 14 \| 8 \| 4 \| 2 \| 2 \| 16 \| 3 \| +13 \| Eliminados na Primeira Fase \| \| \| 7 \| Nova Conquista \| 7 \| 8 \| 2 \| 1 \| 5 \| 10 \| 17 \| -7 \| Eliminados na Primeira Fase \| \| \| 8 \| União de Palmas \| 0 \| 6 \| 0 \| 0 \| 6 \| 0 \| 18 \| -18 \| Eliminados na Primeira Fase \| \| \| 8 \| Taquarussú \| 0 \| 6 \| 0 \| 0 \| 6 \| 0 \| 18 \| -18 \| Eliminados na Primeira Fase \| \| \| 10 \| Kaburé \| 0 \| 8 \| 0 \| 0 \| 8 \| 0 \| 24 \| -24 \| Eliminados na Primeira Fase \| \| - Arsenal perdeu 6 pontos por escalação irregular de atletas. - O Kaburé, União de Palmas e o Taquarussú foram excluídos da competição pela FTF em 30/11 por não pagarem as taxas de arbitragem. Todos os seus jogos passam a registrar 3-0 para o adversário. |                  |     |    |   |   |   |    |    |     |                                                             |
| Classificação |                  |     |    |   |   |   |    |    |     |                                                             |
| Pos | Times            | Pts | J  | V | E | D | GP | GC | SG  | Classificação ou Rebaixamento                               |
| 1 | Atlético Cerrado | 25  | 12 | 7 | 4 | 1 | 21 | 8  | +13 | Classificados ao Campeonato Tocantinense de Futebol de 2019 |
| 2 | Força Jovem      | 22  | 12 | 6 | 4 | 2 | 18 | 6  | +12 | Classificados ao Campeonato Tocantinense de Futebol de 2019 |
| 3 | Alvorada         | 17  | 10 | 5 | 2 | 3 | 19 | 11 | +8  | Classificados ao Campeonato Tocantinense de Futebol de 2019 |
| 4 | Arsenal*         | 16  | 10 | 6 | 4 | 0 | 17 | 7  | +10 | Classificados ao Campeonato Tocantinense de Futebol de 2019 |
| 5 | Capital-TO       | 16  | 8  | 5 | 1 | 2 | 16 | 5  | +11 | Eliminados na Primeira Fase                                 |
| 6 | Guaraí           | 14  | 8  | 4 | 2 | 2 | 16 | 3  | +13 | Eliminados na Primeira Fase                                 |
| 7 | Nova Conquista   | 7   | 8  | 2 | 1 | 5 | 10 | 17 | -7  | Eliminados na Primeira Fase                                 |
| 8 | União de Palmas  | 0   | 6  | 0 | 0 | 6 | 0  | 18 | -18 | Eliminados na Primeira Fase                                 |
| 8 | Taquarussú       | 0   | 6  | 0 | 0 | 6 | 0  | 18 | -18 | Eliminados na Primeira Fase                                 |
| 10 | Kaburé           | 0   | 8  | 0 | 0 | 8 | 0  | 24 | -24 | Eliminados na Primeira Fase                                 |